# Ахсарисар
Ахсарисар (дигор. Æхсæрисæр, ирон. Æхсæрысæр) — село в Ирафском районе Республики Северная Осетия — Алания. Административный центр Ахсарисарского сельского поселения.

## География
Расположено в центральной части района, на правом берегу реки Урух. Находится в 9 км к юго-западу от районного центра — Чикола и в 80 км к западу от Владикавказа, у входа в Дигорское ущелье.

## Этимология
Ахсарисар в переводе с осетинского языка означает — «выше орешника», где æхсæрæ — «орешник»; сæр — «начало» или «голова».

## История
В 1910 году на Магометанской лесной даче, на месте бывшего хутора Дигора-Алексеевского, были поселены 103 семьи переселенцев из сел Христиановское, Новый Урух, Карман-Синдзикау и Урсдон, образовавшие село Ахсарисар. До середины 1920-х годов село также фигурировало под названием Дигоро-Алексеевское. В 1922 году село состояло из 482 домовладений «временнопроживающих», которым было выделено 5505 десятин земли, из которых 228 десятин было передано для переселенцев из Магометанского.

## Фамилии (осетинские роды)
Ахсарисар является родовым селением следующих осетинских фамилий:
Абагаевы (Абæгатæ), Арсаговы (Арсæгтæ), Басиевы (Баситæ), Бекмурзовы (Бекмæрзтæ), Бетановы (Бетантæ), Боллоевы (Боллотæ), Газаовы (Гæзæутæ), Гибизовы (Гибизтæ), Гобаевы (Гобатæ), Гогуниевы (Гогунитæ), Дашиевы (Дашитæ), Дзидзоевы (Дзидзойтæ), Дзоблаевы (Дзоблатæ), Джимиевы (Джимитæ), Езеевы (Езетæ), Загаловы (Зæгæлтæ), Кабуловы (Кабултæ), Камболовы (Хъамболтæ), Караевы (Хъаратæ), Катаевы (Катаутæ), Киргуевы (Хъиргъутæ), Кокоевы (Кокойтæ), Колиевы (Колитæ), Кцоевы (Кцойтæ), Лагкуевы (Лагкутæ), Левановы (Леуантæ), Магкаевы (Магкатæ), Магкиевы (Магкитæ), Магометовы (Мæхæмæттæ), Малиевы (Малитæ), Малкаровы (Малхъартæ), Марзоевы (Мæрзойтæ), Рамоновы (Рæмонтæ), Сабаевы (Сабайтæ), Скодтаевы (Скъодтатæ), Созаоновы (Созаонтæ), Тавитовы (Тауиттæ), Таказовы (Тахъазтæ), Текаевы (Текъатæ), Текоевы (Текъойтæ), Темираевы (Темиратæ), Темировы (Темуртæ), Томаевы (Томайтæ), Туриевы (Тъуритæ), Хадаевы (Хадатæ), Цакоевы (Цакъотæ), Цаллаевы (Цæллатæ), Цугкиевы (Цъугкитæ), Чихтисовы (Чихтистæ).

## Население
| 2002 | 2010 | 2021 |
| ---- | ---- | ---- |
| 332  | ↘325 | ↘323 |

## Улицы
- Братьев Кобегкаевых
- Братьев Дзоблаевых

## Достопримечательности
Напротив сельсовета находится мемориальный памятник односельчанам, погибшим в Великой Отечественной войне 1941—1945 годов (установлен в 1975 году).

## Транспорт
Проходит автодорога регионального значения 90 ОП РЗ 90К-004 Чикола — Мацута — Коми-Арт (Распоряжение Правительства Республики Северная Осетия-Алания от 21 декабря 2007 года N 318-р «Об утверждении перечня автомобильных дорог регионального и межмуниципального значения Республики Северная Осетия-Алания»).